# Bigelow (Minnesota)
Bigelow – miasto w Stanach Zjednoczonych, w stanie Minnesota, w hrabstwie Nobles.